# ISTAT
Национа́льный институ́т стати́стики (итал. Istituto Nazionale di Statistica, ISTAT) — итальянский институт по сбору статистики. Институт ответственен за ведение государственной статистики в области экономики Италии, в том числе переписи населения в Италии.

## История
Учреждён в 1926 году законом № 1162 как Центральный Институт статистики.

## Деятельность
Управляет и координирует деятельность территориальных статистических департаментов страны, Торговых Палат, государственных органов по вопросам предоставления статистики.
1 июля 2024 года Институт представил отчёт о харассменте на рабочих местах за 2022 и 2023 год. Согласно данному отчёту, за 2022 и 2023 год 2 млн 322 000 чел. в Италии в возрасте от 15 до 70 лет подверглись харассменту на работе. Из них 1 млн 895 тыс. женщин, что составляет 13,5 % от численности женщин от 15 до 70 лет в Италии. 298 000 женщин подверглись сексуальному шантажу.

## Коды ISTAT
Институтом ISTAT всем коммунам Италии присвоены шестизначные коды, первые три цифры которых являются кодом провинции.